# 5653 Camarillo
5653 Camarillo este o planetă minoră (asteroid), cu un diametru de 1,537 km, din Asteroid Amor. A fost descoperită pe 21 noiembrie 1992 la Observatorul Palomar de Eleanor F. Helin și a fost numită după Camarillo⁠(d). 
Obiectul prezintă o orbită caracterizată de o semiaxă mare de 1,794294 UAi, o excentricitate de 0,3043, o înclinație de 6,87317 ° în raport cu ecliptica.